# 土性愛
土性 愛（どしょう あい、1983年3月16日 - ）は、三重県津市出身の女性モデルで、元レースクイーン・元ラウンドガール。現在は「office ai」代表取締役。
愛称は「あいちゃん・どしょー」。

## 人物
- 資格として、普通自動車免許、2級着付け講師、温泉ソムリエを持っている。
- 趣味は料理・旅行・野球観戦(阪神ファン)。
- 特技は料理
- 好きな色はピンク。
- 土山中学校出身
- 鈴鹿高校出身
- 妹がいる[1]。

## 出演

### レースクイーン
- スーパー耐久トータルスポーツings（2006年）
- SUPER GTGTアーテックモータースポーツ（2007年）
- スーパー耐久ホンダカーズ東京with G/MOTION（2010年）[2]

### イメージガール
- 初代ZERO1ガールズ
- Travel JAWSイメージガール

### ラウンドガール
- パンクラスラウンドガール（2005年）

### 雑誌
- 女性温泉ソムリエが薦める日本の名湯 ー関東広域エリア版ー
- カーセンサー
- 特選外車情報エフロード
- ヤングマシン
- ギャルズパラダイス
- FLASH
- ZUBA!
- フリーペーパーAqua(表紙・中グラビア)

### CM
- フクダ電子

### テレビ
- tvk・サンテレビ・テレビ埼玉「ナビ男くんのカチカチ男女」

### 映画
- ワニガメ任侠伝（みどり役）